# Kalkaska
Kalkaska est une ville située dans l’État américain du Michigan. Elle est le siège du comté de Kalkaska. Selon le recensement de 2000, sa population est de 2 226 habitants.